# Hristo Botev
Hristo Botyov Petkov (Kalofer 6 de Janeiro de 1848 - pico Vola, 1 de junho de 1876) foi um revolucionário, escritor e poeta búlgaro.

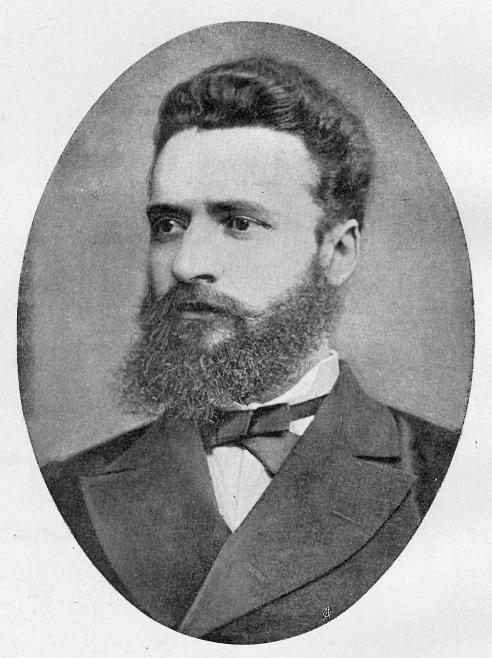
Hristo Botev

## Vida
Nasceu em Kalofer,Bulgária seu pai Botyo Petkov um professor e figura pública.Família Botyo Petkov e Ivanka Boteva eles tiveram oito crianças. De 1854 sua família ao vivo em Karlovo. Nos próximos anos Hristo Botev еla é professora em várias vilas e cidades. De 1867 chega Giurgiu. Ela ensina e viagens cidades romenas Braila,Bucareste. Botev cooperar em vários jornal búlgaro em Bucareste - "Tambor" e "Liberdade". De 1871 edição jornal "Palavra de emigrantes búlgaros".

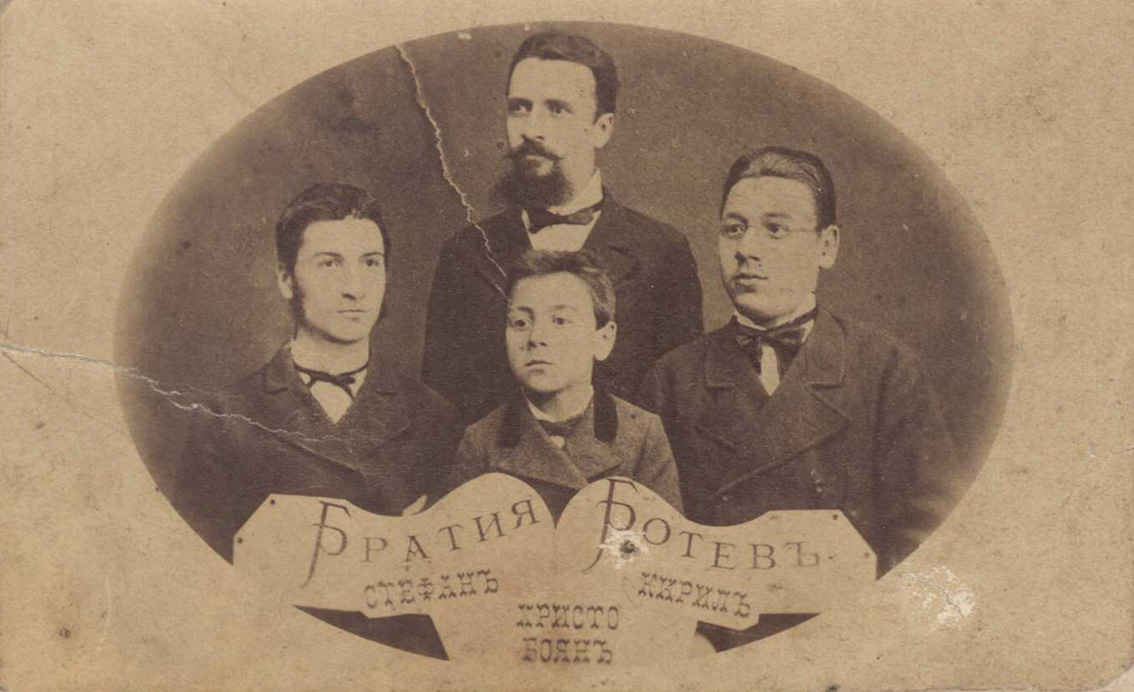
Hristo Botev e seus irmãos Stefan,Kiril e Boyan

## Nos últimos anos
Hristo Botev ele é um participante Búlgaro Comitê Central Revolucionária de 1874. No mesmo ano ele completou a tradução do livro "Para a origem eslava dos búlgaros do Danúbio". De 1875 formado banda revolucionária de 172 soldados. Botev é baleado de 1 de Junho de 1876.

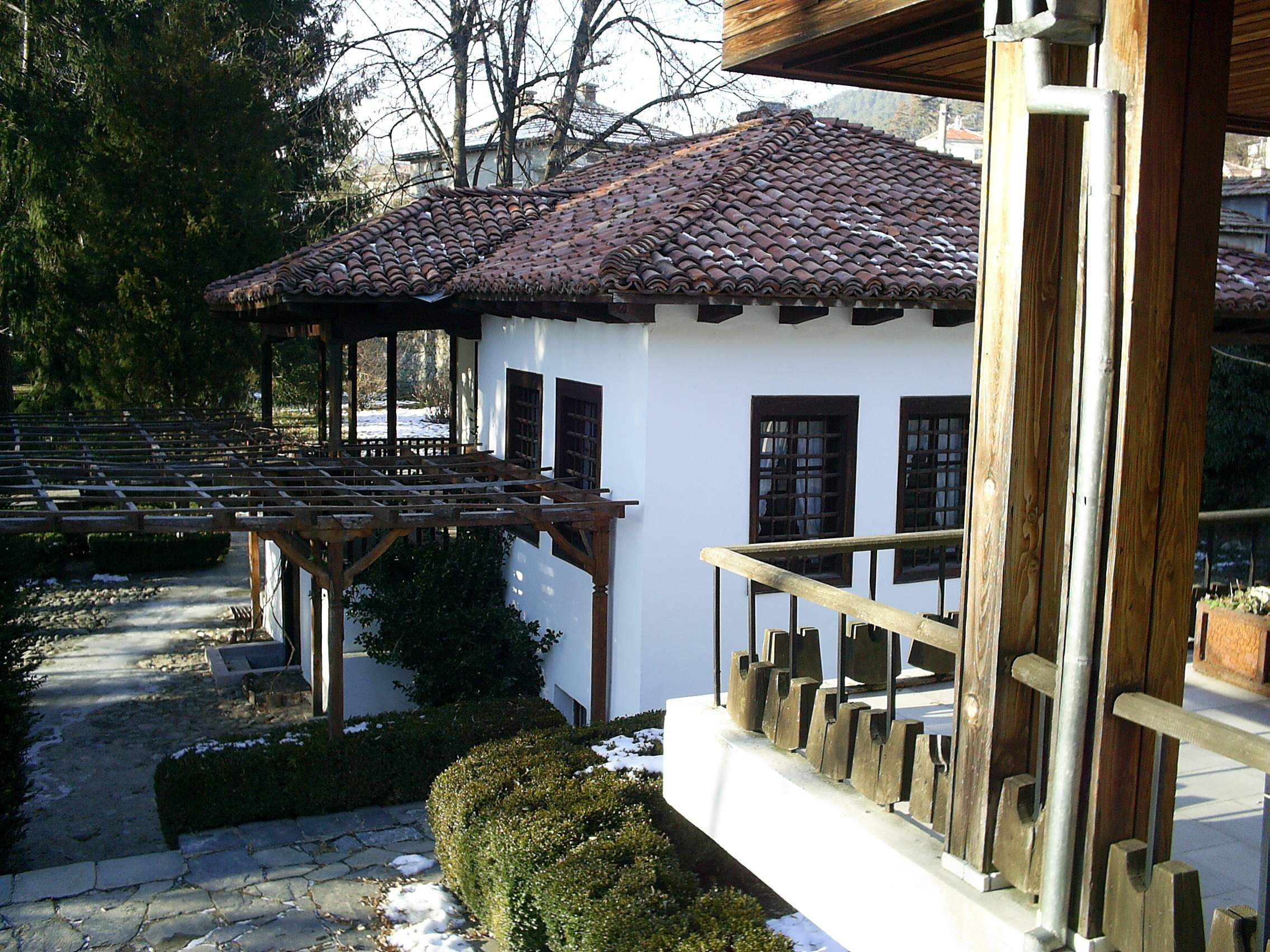
Hristo Botev museu

## Vida Literária
- Minha Mãe(Майце си)(1867)
- Para seu irmão(Към брата си)(1868)
- Elegia(Елегия)(1870)
- Haiduti(Хайдути)(1871)
- O enforcamento de Vasil Levski(Обесването на Васил Левски)(1876)
- jornal Bandeira(вестник "Знаме")(1874-1875)